# Senpai
Senpai eller Sempai (先輩) är ett japanskt tilltalsord. Senpai kan översättas med "vägledare" och relationen kommer från utbildningssystemet med grund i japansk filosofi. 
Senpai används allmänt i den japanska kulturen, ofta på alla utbildningsnivåer, i idrottsklubbar, företag och informella eller sociala organisationer. Förhållandet är en viktig del av japanska tjänstgöringstidsbaserade statusrelationer, på samma sätt som familje- och andra relationer beslutas på grund av ålder, där även tvillingar kan delas in i äldre och yngre syskon. Senpai motsvarar ungefär det västerländska begreppet mentor, medan kōhai motsvarar ungefär skyddsling, även om de inte innebär en lika stark relation som dessa ord innebär i väst. Enklare kan dessa ses som senior och junior, eller som en äldre jämförd med någon yngre i familjen / företaget / organisationen. Termerna används i större utsträckning än en sann mentor / adept i väst och tillämpas på alla medlemmar i en grupp, som är högre (senpai) till alla medlemmar i en lägre rankad grupp (kōhai). Det finns oftast ingen genomsnittlig skillnad i ålder mellan senpai och dennes kōhai.

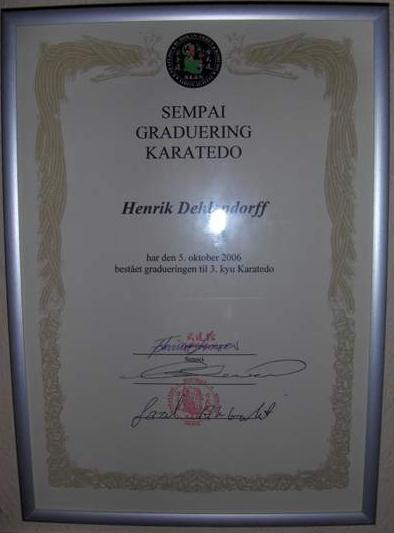
Diplom vid gradering till brun obi, 3:e kyu

## Inom kampsporter
Inom japansk stridskonst refererar termen senpai vanligtvis till studenter på senior nivå som har lägst brunt, helst svart bälte. De förväntas vara sensei behjälpliga med yngre eller mindre erfarna elever. Här förekommer även mera sällan dōhai (同輩), som avser personer på likvärd nivå. De äldre eleverna tilltalar varandra med "dōhai", medan de tilltalar de yngre "kōhai", vilka i sin tur använder "senpai" tillbaka.